# Hephzibah Menuhin
Hephzibah Menuhin (San Francisco, 20 maggio 1920 – Londra, 1º gennaio 1981) è stata una pianista, attivista e scrittrice statunitense, sorella del violinista Yehudi Menuhin e della pianista, pittrice e poetessa Yaltah Menuhin. Fu anche un'eccezionale poliglotta e scrittrice, coautrice di diversi libri scritti in collaborazione con il suo secondo marito Richard Hauser.

## Biografia
Hephzibah Menuhin nacque da Moshe Menuhin, un ex studente rabbinico e scrittore anti-sionista, che discendeva da un'importante dinastia rabbinica. Sua madre Marutha venne descritta come "dominante e invadente". I fratelli Menuhin ebbero una scarsa istruzione. Hephzibah frequentò soltanto per cinque giorni una scuola di San Francisco, dove venne giudicata con un'educazione molto scadente. I suoi genitori la ritirarono dalla scuola e le insegnarono a leggere e scrivere a casa. Iniziò lo studio del pianoforte all'età di quattro anni e diede il primo concerto a San Francisco nel 1928 all'età di otto anni. Studiò poi con Rudolf Serkin a Basilea e Marcel Ciampi a Parigi. Nel 1933 ella ed il fratello Yehudi realizzarono la loro prima incisione (una sonata di Mozart), che vinse il Candid Prize come miglior disco dell'anno. Il loro debutto in pubblico avvenne il 13 ottobre 1934, alla Salle Pleyel di Parigi. I due fratelli tennero un concerto alla New York Town Hall e alla Queen's Hall di Londra, e Hephzibah si esibì come solista in molte delle più importanti città d'Europa e degli Stati Uniti.
Nel marzo 1938, dopo un concerto alla Royal Albert Hall, Bernard Heinze presentò Hephzibah e Yehudi ai fratelli australiani Lindsay e Nola Nicholas, eredi della casa farmaceutica australiana '‘Aspro’'. In rapida successione, Yehudi (di 21 anni) sposò Nola, e Hephzibah (di 17 anni) sposò Lindsay, abbandonando il previsto debutto alla Carnegie Hall di New York. Ella si trasferì con Nicholas nella sua tenuta di "Terrinallum" vicino Darlington nell'ovest Victoria, dove trascorse i successivi 13 anni. Realizzò una biblioteca viaggiante per i bambini annoiando terribilmente i suoi figli Kronrod e Marston Nicholas. Anche se abbreviò la sua carriera musicale, non la abbandonò mai completamente. Suonò con la Sydney Symphony Orchestra e la Melbourne Symphony Orchestra e lei e Yehudi suonarono insieme molte volte durante il suo tour del 1940 in Australia. Lei diede anche dei concerti come solista, supportando locali attività musicali come il Griller Quartet, ed assieme a Richard Goldner fondò la Musica Viva Australia. Aiutò anche molti musicisti europei che erano emigrati in Australia. Durante questi anni eseguì la prima del concerto per pianoforte e orchestra n. 2 di Bartók. Entrambi i matrimoni dei Menuhin con i Nicholas finirono in divorzio. I loro due figli rimasero con il padre Lindsay Nicholas.
Nel 1947, ella suonò al Prague Spring Music Festival in un concerto organizzato da Paul Morawetz, un uomo d'affari di Melbourne. Egli la portò a visitare il campo di concentramento di Theresienstadt, che ebbe un profondo effetto su di lei, portandola a riflettere sul significato della sua ascendenza ebraica. Questa occasione contribuì a far scattare una romantica storia d'amore che durò per diversi anni.
Nel 1951 ella e Yehudi suonarono all'apertura della Royal Festival Hall a Londra e tennero poi una serie di concerti in Australia suonando e trasmettendo per la ABC. Ella sostenne ogni genere di causa con concerti di beneficenza e parlò dell'influenza della televisione sui bambini. A Sydney suonò come solista nel concerto per pianoforte di Juan José Castro, con il compositore alla direzione dell'orchestra (egli era in quel tempo il direttore della Melbourne Symphony Orchestra). Nel 1954 andò a Sydney, dove diede concerti ed aprì la sua casa a chiunque ne avesse bisogno.
A Sydney, Hephzibah Menuhin incontrò e si innamorò di Richard Hauser, un sociologo austriaco che si era trasferito a Sydney con la famiglia, un membro della quale era Eva Cox. Hephzibah divorziò da suo marito e sposò Hauser a Sydney nel 1955. Due anni dopo Menuhin e Hauser si spostarono a Londra con la loro figlia, Clara Menuhin-Hauser, dove adottarono Michael Alexander Morgan, un ragazzo di sangue misto gallese e nigeriano, che crebbe insieme a Clara. Essi fondarono Institute for Human Rights and Responsibilities, ed il Centre for Group Studies, e poi si spostarono a Friends Hall, un insediamento di case nell'East End di Londra. Gestirono anche un rifugio per i diritti umani dalla loro casa di Pimlico(Londra). Lavorarono, per piccoli passi, dedicandosi ad aiutare minoranze di ogni parte del mondo, ed ella fu un'appassionata sostenitrice dei diritti umani delle donne e dei bambini. Nel 1977 Hephzibah Menuhin divenne la presidente del consiglio britannico della Women's International League for Peace and Freedom.
Nel 1962 lei e Yehudi fecero un tour in Australia. Suonò con Yehudi e la Menuhin Festival Orchestra, negli Stati Uniti e nel Canada nel 1967, ed in Australia nel 1970 e nel 1975. Nel 1977 fu un membro della giuria per la prima edizione della Sydney International Piano Competition. A Melbourne, quello stesso anno, suonò al concerto in cui suo figlio Marston Nicholas fece il suo debutto come violoncellista.
Nel 1979 Hephzibah Menuhin fece il suo ultimo concerto australiano, suonando con Yehudi ed il Sydney String Quartet. Suonò poi con suo fratello, per l'ultima volta, alla Royal Festival Hall di Londra nel novembre 1979.
Hephzibah Menuhin morì a Londra il 1º gennaio 1981, dopo una lunga malattia. Yehudi dedicò il suo concerto alla Carnegie Hall, del 22 febbraio 1981, alla sua memoria. 
Fra le sue registrazioni si ricordano il Quintetto La trota di Schubert, con membri dell'Amadeus Quartet, i concerti di Mozart con la direzione del fratello, trii con Yehudi e Maurice Gendron, e sonate con Yehudi. 
Nel 1980 venne istituita la Hephzibah Menuhin Memorial Scholarship per giovani pianisti australiani, dotato di un premio di 8.000 dollari.